# BAP Paita (AMP-157)
El BAP Paita (AMP-157) es un buque multipropósito de tipo LPD (Landing Platform Dock) perteneciente a la Marina de Guerra del Perú, construido en los astilleros del SIMA PERÚ, el cual ha sido concebido y diseñado para desempeñarse en operaciones navales y de guerra anfibia, transporte de tropas y vehículos, además de acciones cívicas y ayuda humanitaria.

## Características

### Diseño y propulsión
El BAP Paita es un navío de tipo LPD (Landing Platform Dock) que cuenta con una eslora o largo total de 122 m; manga o ancho máximo de 22 m; calado o profundidad de 4,9 m; una velocidad máxima de 16,5 nudos y una capacidad aproximada de 557 efectivos. Dispone de una cubierta de vuelo y un hangar, así como de una cubierta inundable conforme a sus características anfibias.

### Capacidad de transporte
Su diseño le permite transportar y desplegar 2 lanchas de desembarco LCU (Landing Craft Unit) de 23 m. y 4 botes RIHB, así como 14 vehículos blindados tipo LAV 2 (8x8) o bien 14 camiones portatropa tipo MAN TGS-Mil 29.440 (6x6). La tripulación nominal será de 150 efectivos, pudiendo transportar 400 infantes de marina. Además de sus capacidades militares, el navío está en condiciones de brindar apoyo logístico, transportando vehículos especializados en labores de reconstrucción y ayuda humanitaria en caso de desastres naturales.

## Historia

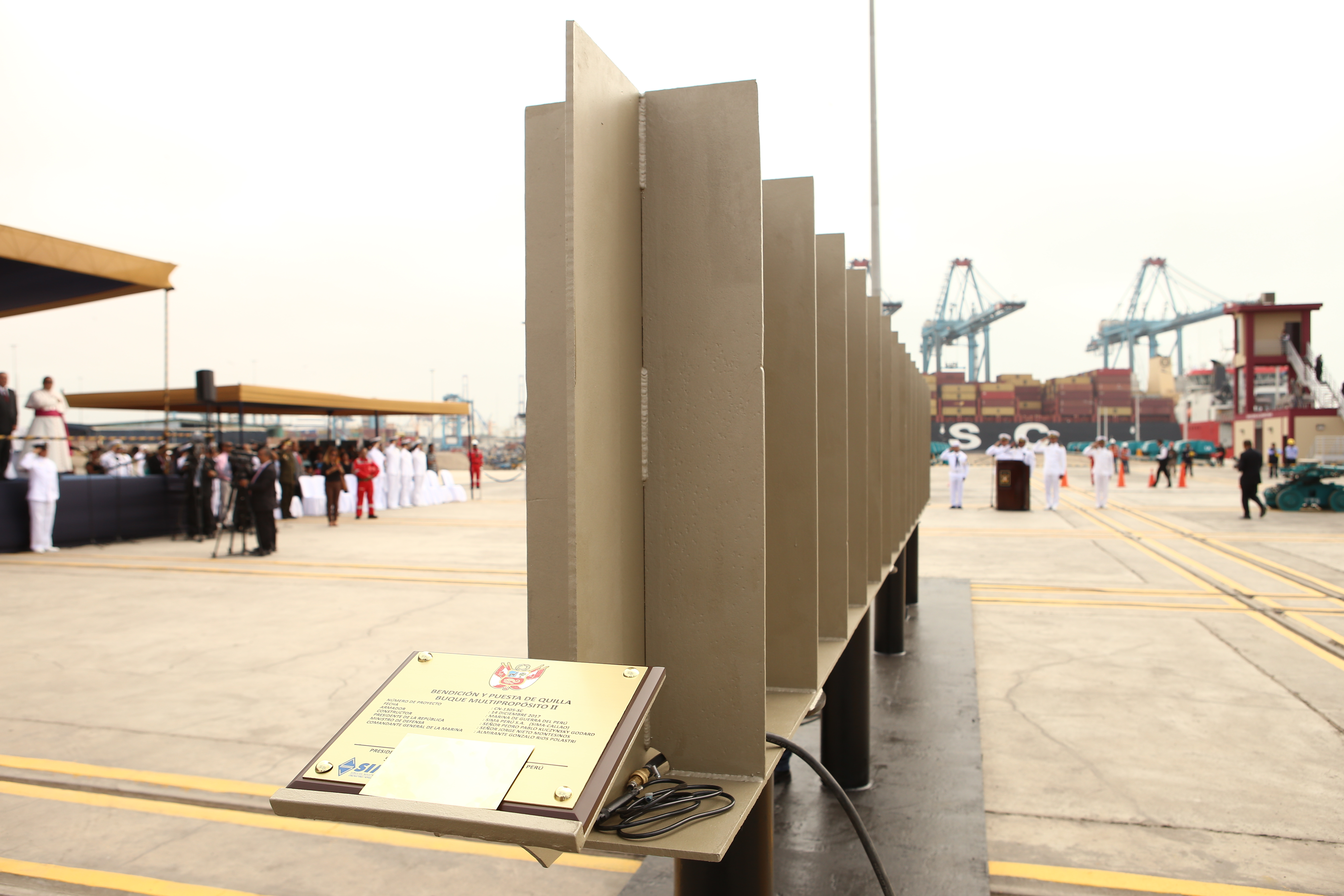
Colocación de quilla (diciembre de 2017)

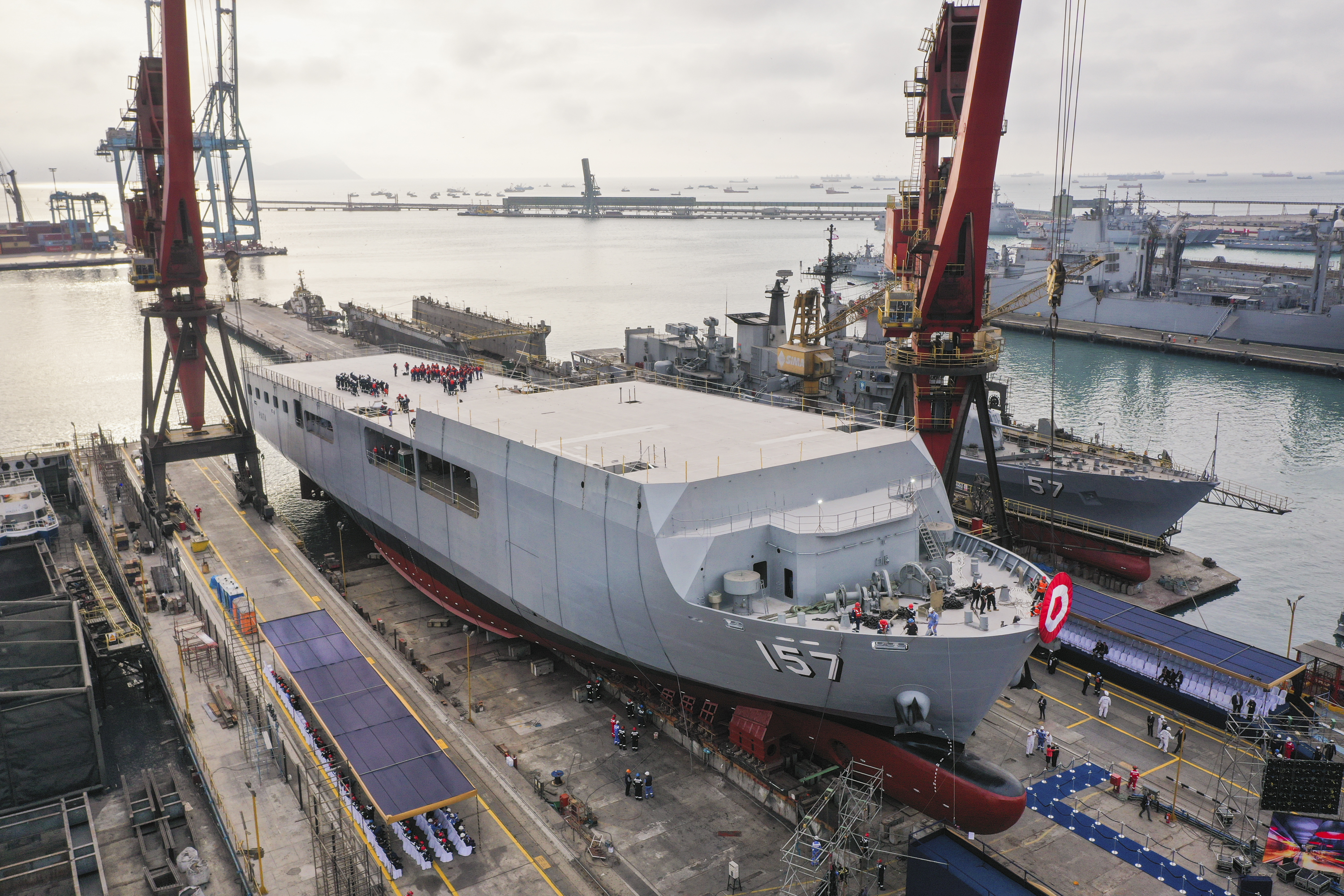
BAP Paita en astillero SIMA PERÚ (diciembre de 2022)

El año 2012 el gobierno peruano determinó la construcción de dos buques multipropósito de tipo LPD (Landing Platform Dock) que tendrían por finalidad reemplazar a los antiguos BAP Callao (DT-143) y BAP Eten (DT-144) de la Clase Terrebonne Parish. Se decidió que las nuevas naves adoptaran el patrón de diseño correspondiente a la Clase Makassar y se encargó la construcción al SIMA en colaboración con la compañía Daesun Shipbuilding & Engineering de Corea del Sur, la misma que suministraría los planos de diseño, certificaciones internacionales y asistencia técnica. El primero de estos buques fue el BAP Pisco, cuya construcción inició en julio de 2013 y concluyó con su botadura en abril de 2017.
El BAP Paita fue iniciado el 14 de diciembre de 2017 con la puesta de quilla del navío en los astilleros del SIMA PERÚ. Siguiendo los principios de modularidad ya aplicados en la construcción del primer navío de su clase, para setiembre de 2019 el SIMA había construido ya 28 módulos de la futura estructura del buque. En octubre de 2021 se reportó que casi la totalidad de los bloques que conforman la sección inferior del casco se encontraban ya ensamblados en la grada de construcción y que en total se había completado la instalación de 58 de los 128 módulos de la nave, habiéndose instalado también los motores, ejes y reductores de la nave. En abril de 2022 el SIMA Callao informó que había alcanzado el 50% del avance físico en la construcción de la nave con un total de 65 módulos ensamblados. Asimismo, se informó que la futura tripulación del navío ya se encontraba en entrenamiento a bordo del BAP Pisco. A fines de ese mismo año el casco estuvo finalizado y fue bautizado en una ceremonia que contó con la presencia de la Presidente de la República Dina Boluarte.
El BAP Paita fue oficialmente incorporado a la Marina de Guerra del Perú el 26 de julio de 2025.
A inicios de 2024 se dio a conocer que el SIMA Perú había suscrito un contrato con la compañía española Escribano Mechanical & Engineering para la adquisición e instalación de un sistema de autodefensa para el BAP Paita denominado Scamo (sistema de control de armas por medios remotos). Dicho sistema comprende la instalación, pruebas y entrega final de cuatro estaciones de armamento de acción remota Sentinel 2.0, equipadas con una ametralladora de 12,70 mm, dos estaciones de acción remota Sentinel 30, equipadas con cañones ligeros de 30 mm y un sistema optrónico de vigilancia Oteos.